# Катерина Станиси
Катерѝна Станѝси (на гръцки: Κατερίνα Στανίση) е гръцка певица.

## Биография
Родена е на 9 февруари 1957 година в южния македонски град Негуш (на гръцки Науса), Гърция. Семейството ѝ е бедно - баща ѝ Христос работи на гурбет, а майка ѝ Лица се занимава със земеделие. Поради настъпилата през 60-те години безработица в Гърция, семейството емигрира в Германия, където на 14-годишна възраст Катерина за пръв път се качва на сцената. В 1974 година се завръщат в Гърция, където Катерина започва да пее в нощния клуб „Мокамбо“ в Лариса заедно с Пасхалис Терзис. В 1976 година започва да работи с Рита Сакелариу, за чийто син Такис се омъжва. В Лариса Катерина остава около година и половина, след което заминава за Атина. В 1982 година издава първия си албум, от който продава 80 000 копия. Работи с видния певец Йоргос Даларас, с когото изнася много концерти в Гърция и чужбина. Катерини Станиси записва албуми и изнася концерти с много известни гръцки певци.

## Дискография
Самостоятелни албуми
- 1982 – Μυστικέ μου έρωτα (златна плоча)
- 1984 – Όλα τα πράγματα αλλάζουν (златна плоча)
- 1985 – Τι να θυμηθώ από σένα
- 1986 – Υπάρχει λόγος
- 1987 – Ένας στους δύο απόψε χάνει
- 1988 – Στάσου πλάι μου
- 1989 – Μαγικές στιγμές
- 1990 – Αδυναμίες (златна плоча)
- 1991 – Αγαπάω δύσκολα
- 1992 – Αναστατώνομαι (златна плоча)
- 1993 – Να μείνεις (златна плоча)
- 1994 – Έλληνες είμαστε
- 1995 – Ορκίσου
- 1995 – Οι χρυσές επιτυχίες 1982-1995
- 1996 – Δημόσια το δηλώνω (златна плоча)
- 1996 – 16 ζεϊμπέκικα
- 1997 – Ήμουν, είμαι και θα είμαι
- 1997 – Μεγάλες επιτυχίες
- 1999 – Άλλαξε η ζωή μου
- 2000 – Ακόμα σ' αγαπώ
- 2002 – Καλά
- 2002 – Τραγουδά Ρίτα Σακελλαρίου
- 2003 – Κατερίνα Στανίση LIVE
- 2005 – Θυμήσου
- 2006 – Κατερίνα Στανίση LIVE
- 2007 – Οι μεγάλες επιτυχίες
- 2008 – Να καούνε τα κρεβάτια
- 2010 – Πρώτη
- 2011 – Τσιγγάνικο αίμα
- 2014 – Στα καλύτερα μου
- 2015 – Κάτι αγκαλιές (LIVE + 2)

С други музиканти
- 1983 – Τα τραγούδια μου, с Йоргос Даларас (платинена плоча)
- 1984 – Ακόμα μια μέρα, с Димитрис Митропанос, Андонис Калоянис, Димитрис Кондолазос, Елпида
- 1984 – Όταν μιλούν τα τέλια, с Димитрис Митропанос
- 1984 – Τα γλεντζέδικα, с Филипос Николау, Рита Сакелариу, Димитрис Кондолазос (платинена плоча)
- 1985 – Έξω ντέρτια, с Дукиса, с Филипос Николау, Димитрис Кондолазос, Христофорос (платинена плоча)
- 1986 – Τα ζημιάρικα, с Толис Воскопулос, Дукиса, Рита Сакелариу, Димитрис Кондолазос
- 1987 – Το δικό μας τραγούδι, с Димитрис Митропанос, Димитрис Кондолазос
- 1988 – Ελεύθερος, със Стелиос Казандзидис
- 1989 – Ό,τι δεν είπα, със Стелиос Казандзидис (платинена плоча)
- 1989 – Τα λαϊκά της νύχτας, с Толис Воскопулос, Димитрис Кондолазос, Маринела, Димитрис Митропанос, Рита Сакелариу
- 1990 – Μόνο για τον έρωτά σου, с Бабис Аладзас
- 1991 – Εγώ είμαι εδώ, с Димитрис Кондолазос
- 1991 – Τα γλεντάκια, с Димитрис Кондолазос
- 1998 – Σπεράντζα, със Стаматис Краунакис, Сакис Рувас, Костас Македонас
- 2003 – Στο αφιερώνω, с Лаврентис Махерицас
- 2005 – Ο γύρος του κόσμου, с Константинос Христофору
- 2012 – Κατερίνα Στανίση-Δημήτρης Κοντολάζος Maya Maya Live
- 2015 – 45άρι, с Цимис Панусис, Янис Ангелакас, Сократис Маламас